# Yandianlou
Yandianlou (kinesiska: 阎店楼镇, 阎店楼) är en köping i Kina. Den ligger i provinsen Shandong, i den östra delen av landet, omkring 250 kilometer sydväst om provinshuvudstaden Jinan. Antalet invånare är 48146. Befolkningen består av 24 054 kvinnor och 24 092 män. Barn under 15 år utgör 23,0 %, vuxna 15-64 år 67 %, och äldre över 65 år 9,0 %.
Genomsnittlig årsnederbörd är 778 millimeter. Den regnigaste månaden är juli, med i genomsnitt 192 mm nederbörd, och den torraste är januari, med 6 mm nederbörd.